# Щипска чаршия
Старата щипска чаршия (на македонска литературна норма: Стара штипска чаршија) е бившата търговска част на град Щип, Северна Македония.

## Местоположение
Чаршията е била разположена в центъра на града, покрай река Брегалница на десния ѝ бряг. На чаршията е бил Щипският безистен и над нея Саат кулата. От традиционните сгради на чаршията е запазено само едно каре между улиците „Маршал Тито“ на юг и „Тошо Арсов“ на север и хотел „Оаза“ на запад и площад „Слобода“ на изток. То включва Сеизовата къща, Къщата на улица „Маршал Тито“ № 20, Къщата на улица „Маршал Тито“ № 18, Къщата на улица „Кузман Йосифовски“, Къщата на улица „Тошо Арсов“ № 62, и Къщата на улица „Тошо Арсов“ № 68.